# Критерій регулярності Адамара
Критерій регулярності Адамара — твердження про невиродженість діагонально панівної матриці.

## ТеоремаАдамара
Домінування діагонального елемента матриці в рядку називається умовою Адамара:
{\displaystyle H_{i}\equiv |a_{ii}|-\sum _{j\neq i}^{n}|a_{ij}|>0\quad (i=1,2\ldots n).}
Теорема стверджує, що якщо для всіх рядків матриці виконується умова Адамара, то матриця є невиродженою.
Доведення. Проведем його від супротивного. Доведемо що у виродженій матриці умова Адамара порушується в одному з рядків.
Припу́стимо, що матриця вироджена, тобто {\displaystyle |A|=0}. Тоді є такі числа {\displaystyle x_{1},x_{2},\ldots x_{n}} з максимальним {\displaystyle |x_{k}|>0}, що
{\displaystyle \sum _{j=1}^{n}a_{kj}x_{j}=0.}
Але тоді
{\displaystyle |a_{kk}|\cdot |x_{k}|\leq \sum _{j\neq i}^{n}|a_{kj}|\cdot |x_{j}|\leq |x_{k}|\sum _{j\neq i}^{n}|a_{kj}|.}
Скорочуючи на {\displaystyle |x_{k}|}, отримуємо
{\displaystyle |a_{kk}|\leq \sum _{j\neq i}^{n}|a_{kj}|,}
що є порушенням умови Адамара.
Наслідок. Якщо виконуються умови Адамара, то для {\displaystyle \mod |A|} справедлива наступна оцінка знизу:
{\displaystyle \mod |A|\geq H_{1}H_{2}\ldots H_{n}>0.}

## ТеоремаТаусскі
Послабленими умовами Адамара називаються нерівності:
{\displaystyle H_{i}\geq 0\quad (i=1,2\ldots n).}
Теорема стверджує, що для нерозкладної матриці, для рядків якої виконуються послаблені умови Адамара, і для принаймі одного з рядків виконується звичайна умова Адамара, то така матриця є невиродженою.
Зауваження. Обидві теореми і наслідок справедливі також для стовпців матриці.